# Všechnopárty
Všechnopárty je zábavní talkshow s moderátorem Karlem Šípem, kterou Česká televize vysílá od 24. listopadu 2005.
Dříve si moderátor pořadu volil pro každý díl téma, kterému podřizoval výběr hostů. Od této koncepce se ustoupilo, tzn. že výběr hostů nepodřizuje žádnému tématu. Hosté bývají zpravidla tři, probíraná témata jsou rozebírána s humorem a nadhledem. Metodu, kterou zpovídá své hosty, nazývá "zvídavý stařík".
Pořad se natáčí v divadle Semafor.

## Vysílání
Frekvence vysílání je týdenní, od 24. listopadu do 29. prosince 2005 každý čtvrtek, od 4. ledna 2006 do 27. prosince 2006 každou středu
Od 2. ledna 2007 do dílu vysílaného 3. října 2014 je pořad dlouhý cca 52 minut, předtím byl cca o 10 minut kratší.
Od prvního zářijového dílu roku 2017 režíruje Všechnopárty místo Viktora Polesného Michael Čech, s tím souvisí další změny ve štábu. Na místě střihače se objevil Marek Putna, na místě zvukaře Miroslav Hřebejk a hlavním kameramanem je Lubomír Glavanakov.

## Ocenění
Tento pořad obdržel dvakrát za sebou výroční televizní cenu Elsa v kategorii Zábavný pořad, a to za roky 2009 a 2010.
Třikrát získal v divácké anketě TýTý zakřivené zrcadlo, a to za roky 2009, 2013 a 2014.